# Neottiophilum praeustum
Neottiophilum praeustum är en tvåvingeart som först beskrevs av Johann Wilhelm Meigen 1826.  Neottiophilum praeustum ingår i släktet Neottiophilum och familjen ostflugor. Arten har ej påträffats i Sverige. Inga underarter finns listade i Catalogue of Life.